# Camillo Affarosi
Camillo Affarosi (al secolo Luigi Affarosi; Reggio Emilia, 16 marzo 1680 – Modena, 19 novembre 1763) è stato un abate e storico italiano.

## Biografia
Fu benedettino della Congregazione cassinese, in San Giovanni di Parma, e assunse il nome paterno di Camillo. Fu abate del monastero dei SS. Pietro e Prospero, dopo esservi entrato nel 1698. Studiò a Parma e a Modena, sotto la guida dell'erudito padre Benedetto Bacchini; nel periodo 1716-1721, 1727-1734 fu cellario (economo) del suo monastero, di cui riordinò l'archivio, compilandone l'inventario e preparando la pubblicazione delle Memorie istoriche di S. Prospero di Reggio, stampato a Padova tra il 1733 e il 1737.
Nel 1734 egli venne promosso priore e tale rimase per sei anni, passando poi a esercitare nell'abbazia di Modena lo stesso ufficio per altri tre anni. Nel 1743 tornò a Reggio col titolo di abate (nel 1745 di visitatore) e vi rimase fino al 1748, allorché, eletto procuratore generale della Congregazione cassinese, fu costretto a trasferirsi a Roma. Fu amico e stimato collaboratore di Ludovico Antonio Muratori, al quale fornì, perché venisse pubblicato nel tomo XVIII dei Rerum Italicarum Scriptores, il testo della «Cronaca di Pietro Gazata». Nelle sue Memorie istoriche affermò che San Prospero non era Prospero l'Aquitano come voleva la tradizione, dando così vita ad una forte polemica che vide chiamati in causa diversi studiosi della Chiesa reggiana, in particolar modo il padre Paolo Maria Cardi. Affarosi portò nell'ambiente reggiano, chiuso e tradizionalista, il nuovo indirizzo storico-critico che stava formandosi in Europa e lo sperimentalismo galileiano.